# Eugène-François Vidocq
A francia Eugène-François Vidocq (Arras, 1775. július 23. – Párizs, 1857. május 11.) legendás alvilági alak, később a francia Sûreté Nationale civilruhás nyomozóhivatal alapító vezetője. Első mintája a modern magánnyomozó fogalmának. Egyesek szerint Vidocq ihlette Victor Hugo A nyomorultak című regényének két fő karakterét (Jean Valjean és Javert, mások szerint Valjean alakja Pierre Maurint ábrázolja). Továbbá az ő személye szolgált alapul Honoré de Balzac (Vidocq és Balzac barátok voltak) Emberi színjáték című regényfolyamában Vautrin alakjának, aki a történetek fontos, visszatérő szereplője és a regényekbeli életútja szorosan követi Vidocq valódi életét. E. A. Poe, a modern krimi megteremtőjének novelláiban szintén felfedezhető Vidocq emlékiratainak hatása.
A legendák szerint nyomozóként sosem alkalmazta a törvény teljes szigorát azokkal szemben, akiket valódi kényszer vett rá a lopásra és törvényes vállalkozásaiban gyakran alkalmazott volt elítélteket. Vidocq-nak tulajdonítják számos bűnüldözési eljárás első használatát, úgy mint: gipsz-láblenyomat készítése, személyi akták vezetése, fedett nyomozók alkalmazása, ballisztikai vizsgálat. Antropometriai módszereit ma is használja a francia rendőrség.

## Élete
A róla szóló kétséges életrajzi adatok szerint Arrasban született, édesapja pék volt. 14 éves korában vélhetően nem szándékosan megölte vívótanárát, ezután elhagyta szülővárosát. Amerikába akart utazni, de pénzét elvesztette. Ezután belépett a hadseregbe.
Nem volt „mintakatona”. Azt állította, hogy 15 párbajban vett részt és számos feddésben részesült feljebbvalóitól. Az Ausztria ellen vívott háborúban a gránátosok közt káplári rangot ért el. 1792-ben kihívott egy törzsőrmestert párbajra, akit, miután az visszautasította a kihívást, felpofozott. Ezután, hogy a hadbíróságot (és a lehetséges halálbüntetést) elkerülje, megszökött és szülővárosába, Arrasba utazott.
A francia forradalom idején állítása szerint megmentett két nemes nőt a guillotine-tól, őt magát is elfogták és majdnem kivégezték. Apja mentette ki a Chevalier család segítségével. Vidocq beleszeretett Chevalier-ék Louise nevű lányába és miután a lány azt állította hogy terhes, elvette őt feleségül. Később kiderült, hogy az állítás hamis volt, sőt Louise-nak viszonya volt egy katonatiszttel, s emiatt Vidocq elhagyta és Brüsszelbe távozott. Belgiumban egy idős bárónénak udvarolt, és felcsapott útonállónak. 15 ezer franknyi részével a zsákmányból hagyta ott a bandáját.
Párizsba ment és minden pénzét elszórta. Mint rabló folytatta működését, többször elkapták, de mindannyiszor megszökött. Egy alkalommal megpróbált kegyelmi határozatot hamisítani egy halálraítélt volt cellatársának. Csempészéssel foglalatoskodott, majd feladta magát, hogy tisztázzon egy lebukott őrt. Büntetése 8 év kényszermunka volt. Brestbe szállították gályarabságba, de álöltözetet használva sikerült megszöknie.
1798-ban Hollandiába ment és beállt kalóznak, angol hajókat fosztogatni. Újra elfogták és Toulonba szállították szigorított börtönbe. Egy fegyenctársa közreműködésével megszökött. Újra szülővárosába, Arrasba ment, 1800-ban.
1801-ben osztrák álnév alatt viszonyt folytatott a város kormányzójának lányával, akivel Rouenba költöztek. Két év után ismét menekülnie kellett, mert felismerték. Boulogne-ba szökött, és újra beállt kalóznak, ismét angol hajókat fosztogatni. Egy kalóztársa feladta a hatóságoknak, Vidocq megint börtönbe került, Douai-ba.
Douai-ban a helytartó meggyőzte, hogy folyamodjon ügye újratárgyalásáért. 5 hónapos várakozás közben levelet kapott Louise Chevalier-től, melyben közli Vidocq-kal, hogy elválik tőle. Újra megszökött a börtönből, s a Faubourg Sant-Denis-ben mint kereskedő próbált érvényesülni. Tanítóként is vállalt állást, de később elkergették a faluból, mert női tanítványaival intim viszonyt tartott fenn.
1809 májusában felajánlotta szolgálatait a rendőrségnek amnesztiáért cserébe. Henry felügyelő mézesmadzagként lehetőséget adott neki a szökésre, de Vidocq hűséges maradt megállapodásukhoz és nem tűnt el.
Informátori tevékenységét a La Force börtönben kezdte, ahol rabok beszélgetéseit hallgatta ki. 20 hónappal később a rendőrség álszökést szervezett neki, hogy a kinti világban folytathassa besúgói munkáját. Amikor az alvilág gyanakodni kezdett rá, s hírhedtsége már gátolta a besúgásban, álcázni kezdte magát és álneveket vett fel. Amíg álnéven dolgozott, egyszer felbérelték alvilági egyének, hogy ölje meg saját valódi személyiségét.
Végül kitalálta egy civilruhás nyomozóegység, a Brigade de Sûreté gondolatát, ami alapja lett a későbbi Sûreté Nationale francia hivatalnak. Az egység 1812-ben állt fel, 12 nyomozó dolgozott Vidocq keze alatt, több közülük volt bűnöző. A Brigade de Sûreté az 1814-es restauráció idején a párizsi rendfenntartásban segédkezett. 811 letartóztatást hajtottak végre, köztük 15 orgyilkosét, 38 orgazdáét. Segédkeztek olyan személyek lebuktatásában, akik a forradalom utáni helyzetet akarták kihasználni azzal, hogy magukat arisztokratáknak hazudták. Vidocq éves fizetése 5000 frank volt. Magánnyomozói megbízásokat is vállalt.
1820-ban elvette feleségül Jeanne-Victoire Guerin-t, aki 4 évvel később meghalt. 1830-ban újra megnősült, feleségül vette Fleuride Maniez-t.
Az 1824-ben megkoronázott X. Károly francia király a rendőrséget politikai fegyverként használta lázadók és forradalmárok ellen. Vidocq ismeretségei miatt bonapartizmus gyanújába keveredett és visszavonult. 1830-ban újra visszahelyezték. Ugyanebben az évben Lajos Fülöp király került a trónra, és újabb királyellenes lázadások törtek ki. A Brigade de Sûreté újra mozgásba lendült és számos lázadót tartóztattak le.
1832-ben vissza kellett vonulnia. Megvádolták, hogy bűncselekményre bujtott fel valakit csak azért, hogy az ügyet megoldhassa. Bizonyos források szerint ez idő tájt vezették be a szabályt a rendőrségnél, amely tiltotta, hogy volt bűnözőket alkalmazzanak.
Papírgyárat és nyomdát alapított, ahol szintén alkalmazott volt bűnözőket. Ennél a kiadónál elsőként saját emlékiratait szándékozott kiadni, amiket nem ő maga, hanem Louis-François L’Héritier írt, általános vélemény szerint erősen kiszínezve Vidocq történetét. A négy kötet közül csak az első kettőt adták ki, nagy sikerrel.
1833-ban megalapította az első magánnyomozó irodát, a Le bureau des renseignments-t („nyomozó iroda”). Szokásához híven itt is volt bűnözőket alkalmazott. 1842-ben újra letartóztatták. A gyanú szerint megrendezett egy sikkasztási ügyet és annak megoldásáért pénzt fogadott el. Büntetése 5 év börtön és 3000 frank volt, de a fellebbviteli bíróság szabadon engedte.
Utolsó éveiben regényeket írt. Egyes vélekedések szerint ebben segítségére volt barátja, a híres író, Honoré de Balzac. Felesége 1847 szeptemberében meghalt. Ezután Vidocq visszavonult. 1857 áprilisában betegség következtében megbénult, majd május 11-én ágyában fekve meghalt.

## Írásai
- Mémoires de Vidocq, chef de la police de Sûreté, jusqu'en 1827
- Les Voleurs (esszé, 1836)
- Considérations sommaires sur les prisons, les bagnes et la peine de mort (esszé, 1844)
- Les Vrais Mystères de Paris (regény, 1844)
- Les Chauffeurs du nord (regény, 1845)
- Mémoires, suivi de Les Voleurs (1998) (posztumusz)
- L'argot des voleurs (lexique), 2007, 69 p. (posztumusz)

## Magyarul
- Egy kalandor a múlt századból. Vidocq visszaemlékezései; ford. Dániel Anna; Gondolat, Bp., 1970
- Vidocq; ford. Dániel Anna; Sierra, Bp., 1992 (Világsiker)

## Film
- 2001-ben Pitof rendezésében készült egy misztikus kalandfilm Vidocq címmel, ahol a címszereplő Vidocq karaktere egy fiktív, fantasztikus elemekkel tarkított bűncselekmény-sorozatot leplez le. Vidocq-ot Gérard Depardieu alakítja.[10]
- 2018-ban Jean-François Richet rendezett látványos kosztümös kalandfilmet Vidocq-ról Párizs császára címmel. A főszereplőt Vincent Cassel alakítja.[11]

## Fordítás
- Ez a szócikk részben vagy egészben  az   Eugène-François Vidocq című angol Wikipédia-szócikk ezen változatának fordításán alapul.  Az eredeti cikk szerkesztőit annak laptörténete sorolja fel. Ez a jelzés csupán a megfogalmazás eredetét és a szerzői jogokat jelzi, nem szolgál a cikkben szereplő információk forrásmegjelöléseként.

## Kapcsolódó szócikk
- Fedett nyomozó